# پولاکس‌هیل
پولاکس‌هیل (به انگلیسی: Pulloxhill) یک روستا و محله مدنی در بریتانیا است که در Central Bedfordshire واقع شده‌است. پولاکس‌هیل ۸۵۰ نفر جمعیت دارد.